# 庞各庄镇
庞各庄镇是中国北京市大兴区下辖的一个镇，位于大兴区西部，距黄村卫星城10公里，京开高速公路和京九铁路贯穿全镇。2000年，原大兴县定福庄乡并入庞各庄镇。

## 行政区划
庞各庄镇下辖53个村委会：李家窑、西中堡、东中堡、四各庄、小庄、幸福、北李渠、南李渠、河南、宋各庄、孙场、薛营、东义堂、南义堂、西义堂、南园子、南顿垡、北顿垡、张新庄、南小营、东梨园、西梨园、李家巷、王家场、加禄垡、钥匙头、定福庄、鲍家铺、北章客、留民庄、东高各庄、西高各庄、南章客、保安庄、梁家务、南地、田家窑、丁村、东南次、西南次、张公垡、赵村、梨花、福上、东黑垡、西黑垡、常各庄、南曹各庄、北曹各庄、韩家铺、团结、繁荣、民生。